# Болдук (озеро)
Болду́к (бел. Балду́к) — озеро в Мядельском районе Минской области, крупнейшее среди Голубых озёр.

## Описание
Глубоко врезанная в моренные гряды, котловина озера относится к ложбинному типу. Она характеризуется высоким отношением длины к ширине, слабой изрезанностью берегов, корытообразной формой ложбины. Склоны к воде практически на всем протяжении высокие (до 25-30 м), и лишь на юго-востоке они уступают место заболоченным берегам. Склоны котловины очень крутые (до 30°), наибольшая глубина — почти 40 м, средняя — 15,3 м. Объём воды — 0,01189 км³. Площадь поверхности — 0,78 км². Площадь водосборного бассейна — 1,64 км².
Озеро очень слабопроточное. Полный период смены воды составляет около 30 лет, что делает озеро очень чувствительным к хозяйственной деятельности. На севере в озеро впадает протока из озера Болдучица, на юге вытекает протока в реку Страча.

## Растительный мир
Узкая полоса литорали и крутые склоны котловины ограничивают зарастание озера. Надводные макрофиты представлены узкой полосой камыша и тростника. На юго-востоке, где склоны более пологие, полоса зарастания расширяется до 50-80 м, появляются растения с плавающими листьями.

## Животный мир
Озеро Болдук — типичный сигово-снетковый водоём. Также встречаются щука, лещ, окунь, плотва, уклея.

## Экология
Южная и западная часть озера Болдук находится на территории бывшего заказника «Голубые озёра», который теперь вошёл в состав национального парка «Нарочанский». Территория бывшего заказника является заповедной зоной, где хозяйственная деятельность человека, в том числе и его нахождение (за исключением специально отведённых стоянок) строго запрещены. Северная часть озера — прекрасный туристический объект.